# Desne
Desne falu Horvátországban, Dubrovnik-Neretva megyében. Közigazgatásilag Kula Norinskához tartozik.

## Fekvése
Makarskától légvonalban 49, közúton 65 km-re délkeletre, Pločétól légvonalban 8, közúton 12 km-re keletre, községközpontjától 6 km-re északnyugatra a Neretva völgyétől északra fekszik. Legjelentősebb településrészei: Masline, Kod crkve, Vrijaci, Strimen és Šišin. Délnyugati határában egy lesüllyedt mederben hullámzik a Desansko jezero, azaz a Desnei-tó vize, mely vizét a Modro oko (Kék szem) forrástóból kapja. A forrástó onnan kapta a nevét, hogy tükrében az ég kék színe tükröződik vissza, környezete mocsaras. A tavat a Neretvával a Desanka- és a Crna-patak köti össze. A település északkeleti határrészét képező hegyes terület szélénél több forrás fakad, melyek a karsztos kőzeten át a föld alatt kapcsolatban vannak a Matica-patak vízrendszerével. A falu feletti magaslatok közül említésre méltó a Babina gomila (735 m), Ilica (659 m), Velika Rujnica (618 m), Mala Rujnica (599 m), Varda (532 m), Sedlo (vagy Prijevoj; 525 m), Kablina (456 m), Donja Gora (315 m) és a  Dejnovac (175 m).

## Története
Desne területe az itt található ókori halomsírok tanúsága szerint már a történelem előtti időben is lakott volt. A sírok a térség első ismert népének az illíreknek a hagyatékai, akik a római hódításig uralták a mai Dalmácia területét. A római korból csak néhány latin feliratos kőtöredék maradt fenn, de a Desnei-tóban egészen a 19. század végéig látszottak római falmaradványok. Desne egy Desna nevű középkori erődítményről kapta a nevét, melyet 1361-ben említenek először. Ezután a 14. és a 15. században többször is szerepel az írásos forrásokban. 1412 május 3-án egy oklevélben „in Desna teritorii Narenti” alakban, mint a Neretva területén levő Desna szerepel. Desne területe és a tó vidéke kiváló menedékhelyül szolgált a kalózok számára is, akik többször támadták innen a raguzai kereskedőket. Desna várának őrsége és kapitánya is volt. Arról, hogy Desne már a középkorban is lakott volt a területén található középkori sírkövek adnak bizonyságot. Közülük a legtöbb a plébániatemplom mellett található és néhány a templom falába is be van építve.
A török a 15. század második felében hódította meg ezt a vidéket. 1463-ban török uralom alá került Bosznia, 1482-ben pedig Hercegovina is. Közvetlenül ezután elesett a Neretva bal partján Opuzen mellett álló Brstanik vára is, majd az egész Neretva völgyét a Hercegovinai szandzsákhoz csatolták. 1499-ben már az egész akkori neretvai krajina a Cetina folyóig török uralom alatt állt. Nehéz idők következtek az itt élő keresztény lakosságra, mert a törökök egyáltalán nem kímélték őket. Közülük sokat megöltek, mások a tengermellékre és a szigetekre menekültek. A terület a 16. században a podjezerjei plébániához tartozott. 1563-ig a megmaradt keresztény lakosság lelki szolgálatát a ljubuški ferences atyák látták el, majd miután a török lerombolta kolostorukat a szolgálatot a zaostrogi atyák vették át.
A török 1683-as bécsi veresége után a keresztény seregek egymás után szabadították fel a megszállt területeket. Dalmácia népe is felkelt az idegen uralom ellen és a velencei parancsnokok vezetésével 1685-ben a Neretva völgyét is felszabadították. A török uralom után a terület a Velencei Köztársaság része lett. A 17. század végén és a 18. század elején Desnán lakott az akkori plinai plébános, aki nemcsak a plinai plébánia területét, hanem a Borovciig terjedő terület lelki szolgálatát is ellátta. 1720-ban Desna a Borovci székhelyű vidi plébánia része lett. 1735-ben Rujnicával együtt az újraalapított borovci plébániához került. 1760-ban Stjepan Blašković makarskai püspök Desnát és Rujnicát önálló plébániává nyilvánította. A plébános Rujnicán lakott. A velencei uralomnak 1797-ben vége szakadt és osztrák csapatok vonultak be Dalmáciába. 1806-ban az osztrákokat legyőző franciák uralma alá került, de Napóleon lipcsei veresége után 1813-ban újra az osztrákoké lett. 1863-ban újraalapították a bagaliovići plébániát, melynek Desne is a része lett. 1857-ben 1056, 1910-ben 1163 lakosa volt.
1918-ban az új szerb-horvát-szlovén állam, majd később Jugoszlávia része lett. 1921-ben Desnét leválasztották a bagalovići plébániáról és önálló plébánia lett. 1931-ben a falunak 753 lakosa volt. A II. világháború idején a Független Horvát Állam része volt, de élénk partizántevékenység volt a környékén. 1943 februárjában egy partizánakciót követően az olasz megszállók végigrabolták a települést, melynek iskoláját felgyújtották. A háború után a település szocialista Jugoszláviához került. Megindult a lakosság elvándorlása, mely különösen az 1960-as és 1970-es években erősödött fel. Desne 1991-től a független Horvát Köztársaság része. 1992-ig közigazgatásilag Metković községhez tartozott. 1993. január 1-jén megalakult Kula Norinska község, melynek Desne is a része lett. A településnek 2011-ben már csak 90 lakosa volt.

## Népesség
| Lakosság változása | Lakosság változása | Lakosság változása | Lakosság változása | Lakosság változása | Lakosság változása | Lakosság változása | Lakosság változása | Lakosság változása | Lakosság változása | Lakosság változása | Lakosság változása | Lakosság változása | Lakosság változása | Lakosság változása | Lakosság változása |
| ------------------ | ------------------ | ------------------ | ------------------ | ------------------ | ------------------ | ------------------ | ------------------ | ------------------ | ------------------ | ------------------ | ------------------ | ------------------ | ------------------ | ------------------ | ------------------ |
| 1857               | 1869               | 1880               | 1890               | 1900               | 1910               | 1921               | 1931               | 1948               | 1953               | 1961               | 1971               | 1981               | 1991               | 2001               | 2011               |
| 1.056              | 1.257              | 744                | 831                | 972                | 1.163              | 726                | 753                | 627                | 593                | 499                | 298                | 222                | 197                | 130                | 90                 |

(1857-ben és 1869-ben az adatok Krvavac, Bagalovići, Vrh Desne, Kula Norinska és Podrujnica, 1921-ben és 1931-ben részben Krvavac, 1857-ben, 1869-ben, 1921-ben és 1931-ben Momići és Matijevići, 1880-ban pedig részben Podrujnica  lakosságát is tartalmazzák.)

## Nevezetességei
- Szent György tiszteletére szentelt plébániatemploma a török uralom alóli felszabadulás után, a 17. század végén vagy a 18. század elején épült. A templom azonban idővel rossz állapota miatt alkalmatlan volt a használatra, ezért 1779-ben Blašković püspök elrendelte egy az eredetivel egyező méretű templom építését. A rendeletet azonban ekkor még nem hajtották végre. 1837-ben a templom már életveszélyes állapotban volt. Végül az épületet 1845-ben renoválták és bővítették, ekkor nyerte el mai formáját. Az épület 16 és fél méter hosszú, 8 méter széles. A beton oszlopokon álló harangtornyot az I. világháború után építették. A templomnak három oltára van. A főoltár a szentélyben, a Szűz Mária és a Szent György oltár a szentély előtt, a diadalívnél áll ahova 1963-ban helyezték át. 1990-ben az épületet teljesen megújították, ekkor állították fel a szembemiséző oltárt. A hajóban Szent József és Szent Liberan szobrait helyezték el. A megújított templomot 1991. július 23-án szentelte fel Ante Jurić érsek.
- A rujnicai Szent Rókus kápolnát 1761-ben említik először, amikor keresztelőt tartottak benne. 1910-ben a település lakatlanná vált, de a kápolna megmaradt. Ma csak évente háromszor, Szent Rókus ünnepén, Húsvét harmadnapján és Pünkösd harmadnapján tartanak misét benne, amikor a falu régi lakóinak leszármazottai visszatérnek és meglátogatják régi otthonaikat.
- A Szent Miklós kápolna 1921-ben a plébánia önállóvá válása után épült az akkori plébánia épülete mellé a plébános mindennapi használatára. Mivel a lakosság időközben a környékéről elköltözött a kápolna magára maradt. Ma csak Szent Miklós ünnepén miséznek benne.
- Délnyugati határában egy lesüllyedt mederben található a 40 hektáros Desnei-tó (Desansko jezero). A tó főként a Modro oko forrásból kapja a vizét, mely onnan kapta a nevét, hogy tükrében az ég kék színe tükröződik vissza. A forrás legnagyobb mélysége 22 és fél méter, mellette a tavat még vagy tíz kisebb forrás is táplálja. A tó környezete mocsaras, a Neretvával a Desanka- és a Crna-patak köti össze.

## Gazdaság
A jó minőségű földek és a kedvező éghajlat kedvez a mezőgazdasági termelésnek. Sok desnei foglalkozik olajbogyó termeléssel, többen felújították régi ültetvényeiket. Sokan termelnek burgonyát és zöldségféléket is. Tervezik a falusi turizmus fejlesztését.

## Kultúra
A településen kultúrház működik.

## Oktatás
Desne első iskolája 1898-ban nyílt meg kétosztályos iskolaként a Strimen nevű településrészen. 1943-ban az olasz megszállók felgyújtották. 1945 és 1947 között az iskola magánházakban működött. 1947/48-ban felépült az új iskolaépület, mely már négyosztályos iskolaként nyílt meg, majd 1954-től hatosztályos iskolaként működött tovább. 1994-ben a tanulók kis száma miatt be kellett zárni, azóta az itteni gyerekek Kula Norinskára járnak iskolába. 1997-ben az iskolaépületben telefonközpontot nyitottak.

## Sport
MNK „Desne” kispályás labdarúgóklub.